# Pustý rybník (Ralsko)
Pustý rybník je odvodněné rašeliniště a mokřad regionálního významu s rozlohou cca 320 ha, nacházející se mezi Břehyní a Hradčanami, v okrese Česká Lípa, na katastrálním území Kuřívody města Ralsko. Jedná se o jednu z nejvýznamnějších lokalit Jestřebsko-hamerských kotlin, rozlohou je největší.

## Bližší popis
Rašeliniště tvoří vodní předěl mezi povodím Hradčanského (Hradčanské rybníky) a Břehyňského potoka (Břehyňský rybník), navazuje na podmáčené lesní porosty na obou stranách. Dělí se na tři části: Horní, Prostřední a Dolní, které propojuje a odvodňuje síť melioračních příkopů v čele s prominentní Bělokamennou strouhou. Délka rašeliniště je cca 2 km, šířka cca 800 m, výška rašelinné vrstvy až 235 cm. Z přírodovědného hlediska území trpělo odvodněním, zahloubením melioračních příkopů. Dle Z. Dohnala (1960) je toto rašeliniště jediné v oblasti s nepřetržitým přirozeným vývojem.

## Ochrana přírody
Roste zde klasická vegetace rašelinných borů, tj. klikva bahenní, kyhanka sivolistá, suchopýr pochvatý a vlochyně bahenní. Ze živočišstva je zde zastoupen jelen evropský, hojná je ještěrka živorodá, za potravou přilétá z okolních lokalit jeřáb popelavý.
Pustý rybník je součástí chráněné lokality Ptačí oblast Českolipsko - Dokeské pískovce a mokřady a zároveň Evropsky významné lokality Jestřebsko – Dokesko. Dále je navržen do rozšířené CHKO Kokořínsko – Máchův kraj.

## Fotogalerie

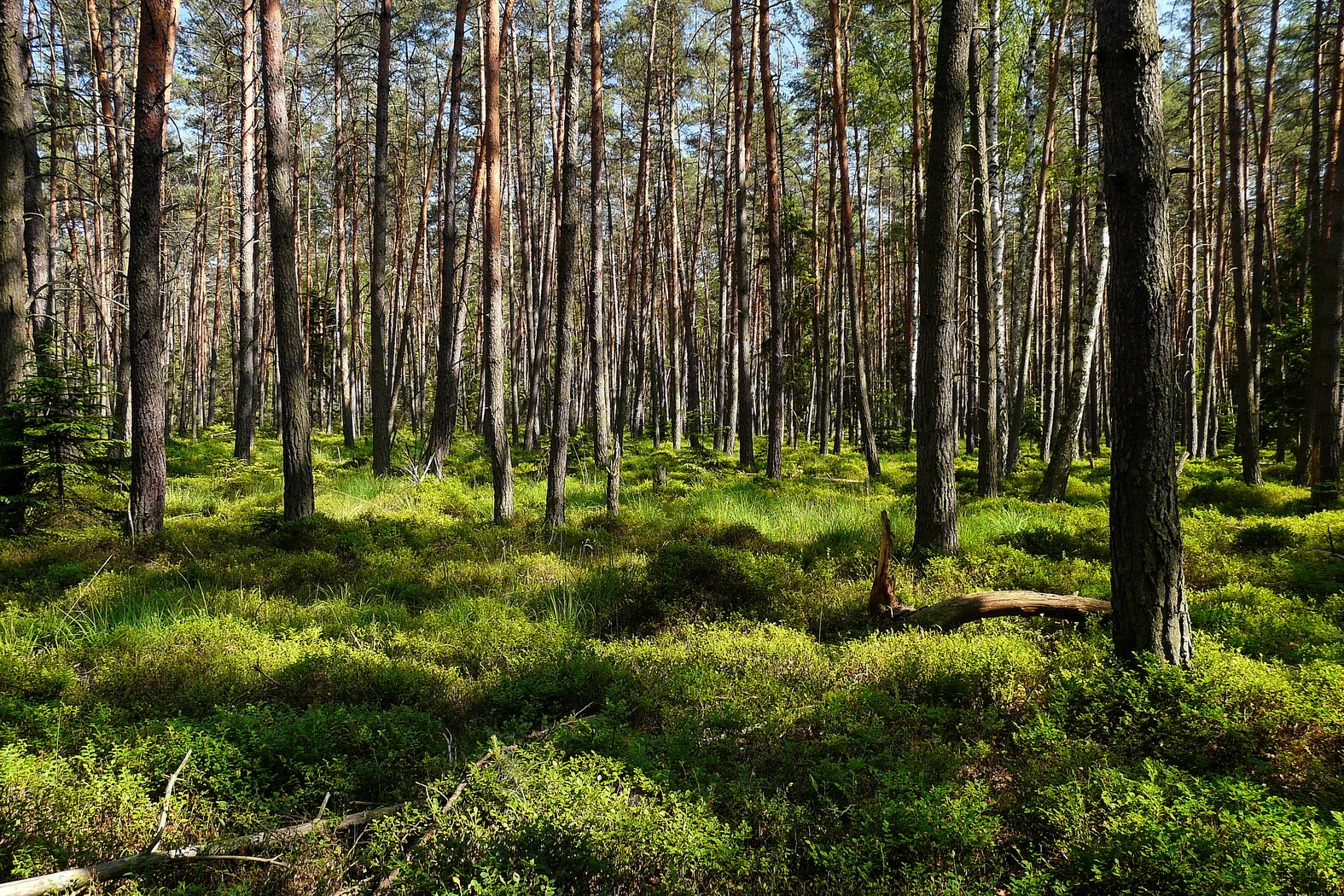
Rašeliniště Pustý rybník
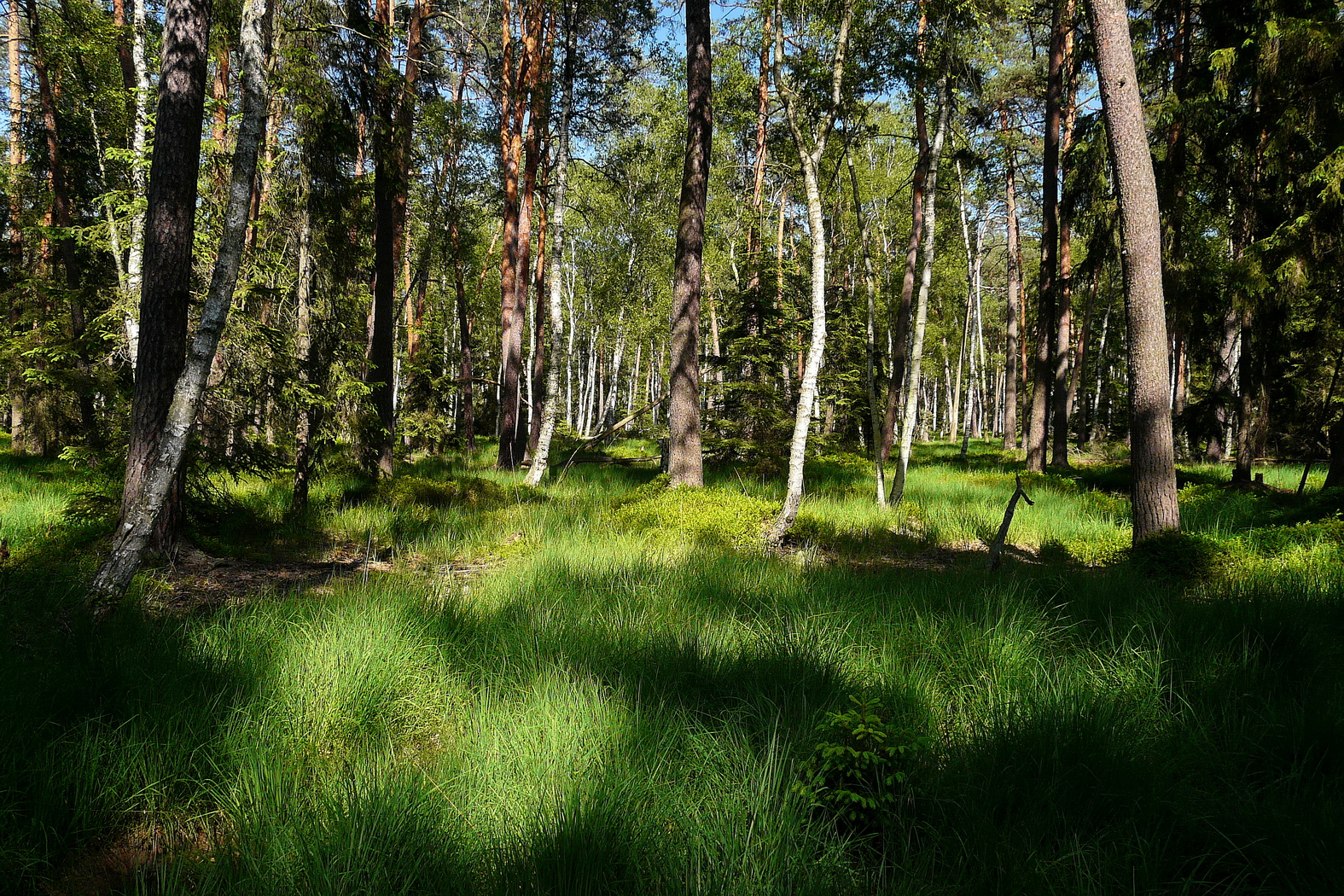
Rašeliniště Pustý rybník
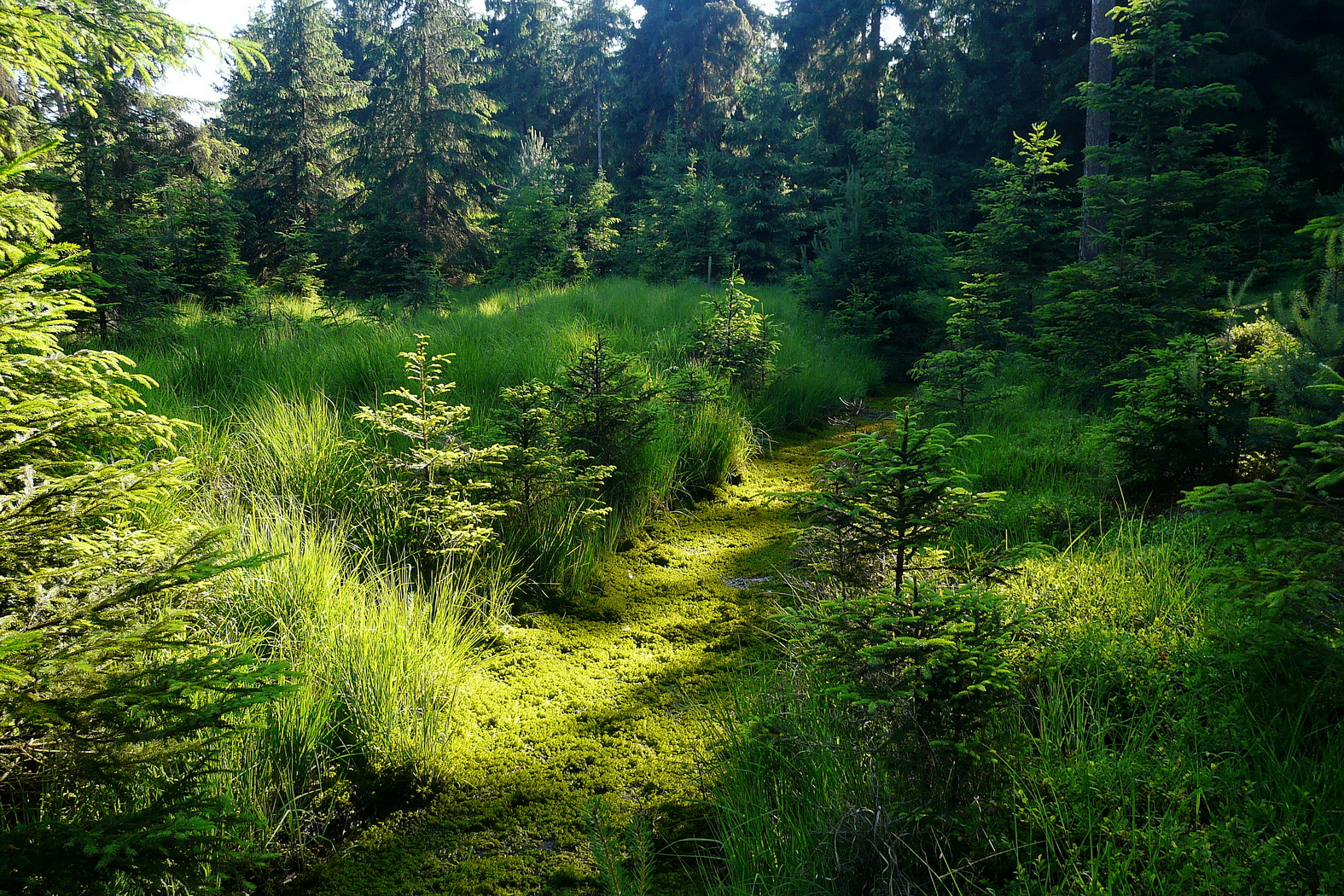
Meliorační kanál – Pustý rybník
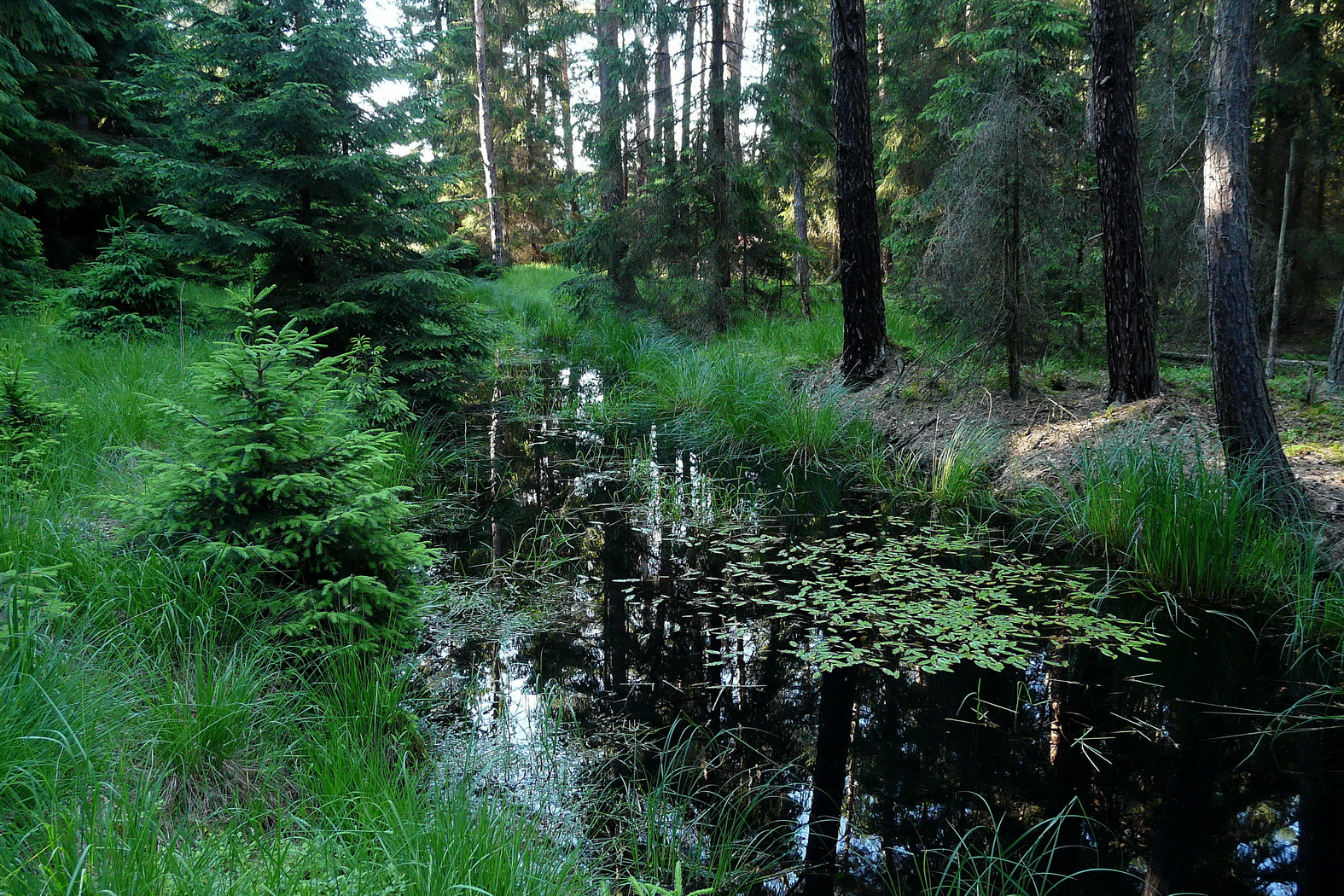
Bělokamenná strouha před rybníkem Držník